# Protrombinaza
Protrombinaza – enzym katalizujący pierwszy etap krzepnięcia krwi, powstały w wyniku reakcji uwolnionego z obumarłej tkanki lipoproteidu tromboplastyny z jonami wapniowymi i kilkoma białkami osocza (proakceleryną i prokonwertyną). 

## Szczególna rola protrombinazy w krzepnięciu krwi

Kaskada krzepnięcia krwi. Protrombinaza jako czynnik Xa

Zewnątrzpochodny szlak krzepnięcia krwi jest zapoczątkowany przez uwolnienie z uszkodzonej tkanki tromboplastyny tkankowej, lipoproteidu, który reaguje z jonami wapniowymi, czynnikiem płytkowym 3 i kilkoma białkami osocza (proakceleryną i prokonwertyną) i wytwarza protrombinazę, enzym katalizujący pierwszy etap krzepnięcia krwi. Katalizuje reakcję, w której nieaktywna protrombina, globulina osocza powstała w wątrobie, zostaje rozdzielona na kilka elementów – jednym z nich jest trombina. Reakcja ta wymaga również kationów wapniowych. Ostatecznie trombina działa jako enzym proteolityczny i odszczepia dwa peptydy z białka fibrynogenu. W wyniku tej reakcji powstają monomery fibryny, które polimeryzują w długie, nierozpuszczalne włókienka, czyli fibryny. Tworzą one sieć, która zatrzymuje erytrocyty leukocyty oraz płytki krwi (trombocyty), tworząc skrzep.